# 薩埵正邦

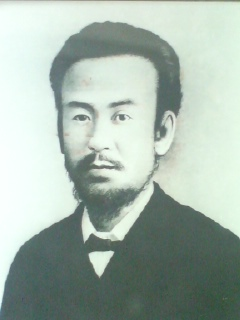
薩埵正邦(1856-1897)

薩埵 正邦（、1856年6月21日（安政3年5月19日） - 1897年（明治30年）6月14日）は、日本の法学者・教育者。法政大学創立者の一人。東京法学校（現法政大学）主幹。第三高等学校（現京都大学）法学部教授。草創期の東京法学校の運営に尽力した後、京都大学法学部の源流となる第三高等中学校法学部の開設当初から指導にあたった。京都府出身。

## 人物
京都で石門心学を講ずる学者の家に生まれる。 記憶力に優れ、近隣の人をして神童と称されたと言う。才能を見込まれ、学資の援助を受けながら、官立の京都仏学校に入学。京都仏学校が廃止されて、師であるレオン・デュリーが開成学校（現在の東京大学）へ転任すると、それに従い上京する。 上京後に当時太政官法制局少書記官だった桜井能監らの「仏国民法研究会」のメンバーとなり、その縁で官職を得る。内務省に勤務していた1879年8月に、日本政府の法律顧問としてフランスから招かれていたパリ大学教授ボアソナードと出会い、以後ボアソナードに師事する。
東京法学社設立に加わり、東京法学社講法局が1881年5月に東京法学校として独立した後は、薩埵がその主幹となり学校の運営を担った。愛弟子の薩埵が主幹する学校ということでボアソナードが教壇に立ち、教頭に就任するなどしたことから、東京法学校はボアソナードの学校と呼ばれ人気を得た。
フランス法系の学校の団結・統合を図るために、東京法学校と東京仏学校とが合併するのを機に、薩埵は故郷の京都に戻り、第三高等中学校（現在の京都大学）法学部の教授となった。第三高等学校への昇格後も法学部教授の任にあたっていたが、京都帝国大学法科大学が設置されるのを目前にして、病気により在官中40歳で急死した。部長として指導していた三高弁論部の部史には、薩埵について「日本法学教育界の錚々、その議論の暢達明快、誠に此部好個の指導者」と記されている。

## 家族・親族
妻のマサは富井政章の妹であるため、富井政章は薩埵正邦の義理の兄にあたる。薩埵と富井政章はともに京都仏学校で、レオン・デュリーのもとで学んでいたデュリー門下でもあり、富井政章の東京法学校講師時代には薩埵宅で同居していたこともあった。

## 略歴
- 1856年（安政3年） - 現在の京都府京都市上京区今出川千本東入般舟院前町で石門心学を講ずる学者の家に生まれる。
- 1871年（明治4年） - 官立の京都仏学校に入学。レオン・デュリーに師事しフランス語を学ぶ。
- 1875年（明治8年） - 京都仏学校が廃止となり、デュリーの開成学校（現東京大学）への転任に従い上京。
- 1878年（明治11年） - 内務省社寺局長になった桜井能監の推薦で内務省勤務。
- 1879年（明治12年） - 東京法学社設立に加わる。ボアソナードに師事。
- 1880年（明治13年） - ボアソナードの推薦で司法省に転じ、元老院民法編纂局兼務。東京法学社開校。
- 1881年（明治14年） - 東京法学校主幹に就任。官職を辞して、東京法学校に専念。
- 1883年（明治16年） - 東京専門学校へ出講し法律学科で刑法を担当する[6]。
- 1884年（明治17年） - 富井政章の妹・富井マサと結婚。
- 1885年（明治18年） - 東京法学校の通信教育機関「中央法学会」を設立し、『中央法学会雑誌』を創刊。
- 1888年（明治21年） - 帝国大学で開催された第一回五大法律学校討論会で飯田宏作らとともに議長を務める[7]。
- 1890年（明治23年） - 第三高等中学校（現在の京都大学）法学部開設と同時に法学部助教授に就任。
- 1891年（明治24年） - 第三高等中学校法学部教授に就任。民法・刑法・刑事訴訟法を担当。
- 1892年（明治25年） - 第三高等中学校壬辰会初代理事。
- 1894年（明治27年） - 第三高等学校開校に伴い、第三高等学校法学部教授に就任。民法・刑法・実地演習を担当。
- 1897年（明治30年） - 在官中、満40歳で病没。京都・大徳寺内の塔頭芳春院に眠る。その後墓所は茨城・阿弥陀寺（茨城県常総市）に移る。

## 栄典
- 1891年（明治24年）12月21日 - 従七位[8]

## 著書
- 高木豊三と共著『刑法一覧』時習社・博聞社、1880年
- 『刑法弁議上巻』薩埵正邦、1882年
- 『財産法講義第一巻』薩埵氏蔵版、1884年（東京法学校教課用、禁発売）
- 『財産法講義第二巻』薩埵氏蔵版、1885年（東京法学校教課用、禁発売）
- 『財産法講義』中央法学会、1887年（東京法学校・中央法学会のほか、明治法律学校の教科書にもなった[9]）
- 『民事証拠法要論上・下巻』時習社、1887年
- 『大日本帝国憲法精義』時習社・岡島宝文館、1889年
- 『大日本帝国憲法附属法精義』時習社・岡島宝文館、1889年
- 『日本刑法講義』時習社、1889年
- 『各国比較行政法講義』中央法学会、1889年
- 『日本民法通解』時習社、1889年
- 『刑法原理講義』日本同盟法学会、1893年

## 編書
ボアソナードやアッペールの講義を薩埵正邦が筆記・編集して出版したもの。 
- アッペール講義『佛蘭西行政法講義筆記』宇川盛三郎・橋本胖三郎訳、東京法学社、1880年
- アッペール講義『仏国行政法講義筆記』宇川盛三郎・橋本胖三郎訳、東京法学社蔵版、1881年
- ボアソナード講義『仏国民法売買篇講義』堀田正忠訳、博聞社、1883年

## 翻訳書
- ナミュ−ル（Parfait Namur）著 『法学通論』時習社、1886年[10]

## 備考
法政大学市ヶ谷キャンパスの外濠校舎内に大収容アリーナである「薩埵ホール」は、薩埵正邦の名から取ったものである。